# Reza Atri
Reza Atri Nagharchi (in persiano رضا نقارچی‎; Tehran, 8 agosto 1993) è un lottatore iraniano, specializzato nella lotta libera.

## Palmarès
- Giochi asiatici

Giacarta 2018: bronzo nei 57 kg.
- Campionati asiatici

Nuova Delhi 2017: bronzo nei 57 kg.
Xi'an 2019: oro nei 57 kg.